# Död på nytt
Död på nytt är en amerikansk film från 1991 i regi av Kenneth Branagh.

## Rollista (i urval)
- Kenneth Branagh - Mike Church/Roman Strauss
- Emma Thompson - Amanda Sharp/"Grace"/Margaret Strauss
- Andy García - Gray Baker
- Derek Jacobi - Franklyn Madson
- Wayne Knight - "Piccolo" Pete Dugan
- Robin Williams - Dr. Cozy Carlisle
- Hanna Schygulla - Inga
- Campbell Scott - Doug
- Jo Anderson - Syster Madeleine
- Richard Easton - Fader Timothy
- Gregor Hesse - Frankie